# Antheopsis australiensis
Antheopsis australiensis är en havsanemonart som beskrevs av Oscar Henrik Carlgren 1950. Antheopsis australiensis ingår i släktet Antheopsis och familjen Actiniidae. Inga underarter finns listade i Catalogue of Life.